# Ștefan Vasilache
Ștefan Vasilache (ur. 9 maja 1979 w Roman) – rumuński lekkoatleta specjalizujący się w skoku wzwyż.
Wystąpił na uniwersjadzie w Pekinie (2001) zajmując na tych zawodach jedenaste miejsce. W 2002 na eliminacjach zakończył występ w halowych mistrzostwach Europy w Wiedniu jak i w sezonie letnim na mistrzostwach Starego Kontynentu w Monachium. Nie awansował do finału na mistrzostwach świata w 2003 roku. Największy sukces osiągnął w 2004 roku zdobywając brązowy medal halowych mistrzostw świata. Po tym osiągnięciu wystąpił latem na igrzyskach olimpijskich jednak z wynikiem 2,25 zajął ostatecznie 15. miejsce w eliminacjach i nie wywalczył awansu do finału. Kolejno w 2005 i 2007 roku zajmował odległe lokaty w kwalifikacjach na halowych mistrzostwach Europy. Zdobył szereg medali na mistrzostwach krajów bałkańskich. Stawał na podium mistrzostw Rumunii oraz wielokrotnie reprezentował kraj w pucharze Europy.
Rekordy życiowe: stadion – 2,30 (12 lipca 2003, Teby); hala – 2,30 (22 lutego 2004 oraz 14 lutego 2004).

## Osiągnięcia
| Rok  | Impreza                      | Miejsce          | Lokata            | Wynik |
| ---- | ---------------------------- | ---------------- | ----------------- | ----- |
| 2001 | Uniwersjada                  | Pekin            | 11. miejsce       | 2,15  |
| 2001 | I liga pucharu Europy        | Budapeszt        | 2. miejsce        | 2,24  |
| 2002 | Halowe mistrzostwa Europy    | Wiedeń           | el. – 14. miejsce | 2,22  |
| 2002 | I liga pucharu Europy        | Bańska Bystrzyca | 3. miejsce        | 2,25  |
| 2002 | Mistrzostwa Europy           | Monachium        | el. – 19. miejsce | 2,15  |
| 2002 | Światowe igrzyska wojskowych | Tivoli           | 5. miejsce        | 2,21  |
| 2003 | II liga pucharu Europy       | Stambuł          | 1. miejsce        | 2,25  |
| 2003 | Mistrzostwa świata           | Paryż            | el. – 19. miejsce | 2,25  |
| 2004 | Halowe mistrzostwa świata    | Budapeszt        | 3. miejsce        | 2,25  |
| 2004 | I liga pucharu Europy        | Płowdiw          | 2. miejsce        | 2,24  |
| 2004 | Igrzyska olimpijskie         | Ateny            | el. – 15. miejsce | 2,25  |
| 2005 | Halowe mistrzostwa Europy    | Madryt           | el. – 17. miejsce | 2,23  |
| 2005 | Mistrzostwa świata           | Helsinki         | –                 | NM    |
| 2006 | I liga pucharu Europy        | Saloniki         | 4. miejsce        | 2,13  |
| 2007 | Halowe mistrzostwa Europy    | Birmingham       | el. – 21. miejsce | 2,13  |
| 2007 | I liga pucharu Europy        | Mediolan         | 2. miejsce        | 2,22  |
| 2008 | I liga pucharu Europy        | Stambuł          | 2. miejsce        | 2,18  |